# Новоолександрівка (Сумський район)
Новоолекса́ндрівка — село в Україні,  у Краснопільській селищній громаді Сумського району Сумської області. Населення становить 218 осіб. До 2020 орган місцевого самоврядування — Мезенівська сільська рада.

## Географія
Село Новоолександрівка розташоване на одному із витоків річки Пожня, нижче за течією на відстані 3.5 км розташоване село Мезенівка, за 1,5 км — зняте 1988 року з обліку с. Птушка.
Поруч пролягає автомобільний шлях Т 1901.

## Історія
- Село постраждало внаслідок геноциду українського народу, проведеного урядом СССР 1923–1933 та 1946–1947 роках.
- 12 червня 2020 року, відповідно до розпорядження Кабінету Міністрів України № 723-р «Про визначення адміністративних центрів та затвердження територій територіальних громад Сумської області», село увійшло до складу Краснопільської селищної громади[1].
- 19 липня 2020 року, в результаті адміністративно-територіальної реформи та ліквідації Краснопільського району, увійшло до складу новоутвореного Сумського району[2].

## Населення

### Мова
Розподіл населення за рідною мовою за даними :
| Мова       | Кількість | Відсоток |
| ---------- | --------- | -------- |
| українська | 214       | 98.17%   |
| російська  | 2         | 0.92%    |
| білоруська | 2         | 0.91%    |
| Усього     | 218       | 100%     |

## Економіка
- Молочно-товарна ферма.